# Јеспер Кристенсен
Јеспер Кристенсен (дан. Jesper Christensen), рођен 16. маја 1948. године у Копенхагену, Данска, дански је глумац, редитељ и продуцент.
Кристенсен је ветеран европске кинематографије, а у последње време много више ради у филмовима на енглеском језику, као што је Преводилац и мини-серији Revelations. Такође је глумио загонетног негативца господина Вајта у серијалу филмова о Џејмсу Бонду Казино Ројал, Зрно утехе и Спектра.
У својој земљи, Кристенсен је добио четири награде Бодил, три за најбољег глумца („Hør, var der ikke en som lo?“, „Bænken“ и „Drabet“) и једну награду за најбољег споредног глумца за филм „Барбара“. Играо је у филму Меланхолија Ларса фон Трира, као и у филму У Кини једу псе, који је режирао Ласе Спанг Олсен, поред многих.